# Alamak
Alamak oder Almaak, Name nach Bayer γ Andromedae (Gamma Andromedae, kurz γ And), ist ein etwa 355 Lichtjahre entferntes Sternsystem im Sternbild Andromeda.
1778 entdeckte Johann Tobias Mayer, dass Alamak ein Doppelstern ist. Er kann schon mit relativ kleinen Teleskopen aufgelöst werden, mit einem Achtzöller auch am Taghimmel. Die beiden Komponenten mit den Bezeichnungen γ1 Andromedae und γ2 Andromedae weisen derzeit einen Winkelabstand von 9,6″ Bogensekunden und einen Positionswinkel von 63° auf.
Der Hauptstern γ1 Andromedae (bzw. γ And A) ist ein roter heller Riese der Spektralklasse K3. Seine Scheinbare Helligkeit beträgt 2,26 mag und seine Oberflächentemperatur etwa 4500 Kelvin. Sein Durchmesser ist rund 80-mal größer als jener der Sonne und seine Leuchtkraft übertrifft jene der Sonne um circa das 2000-fache.
Bei γ2 Andromedae handelt es sich um ein Dreifach-System mit einer Gesamthelligkeit von 4,84 mag. Zunächst konnte Wilhelm Struve im Oktober 1842 in Pulkowa die beiden weniger als eine Bogensekunde voneinander entfernten Komponenten B und C auflösen, wobei erstere 5,5 mag und letztere 6,3 mag hell ist. Von 1957 bis 1959 gemachte Spektrogramme zeigten, dass B wiederum ein spektroskopischer Doppelstern mit einer Umlaufperiode von 2,67 Tagen ist, der aus zwei blauweißen Hauptreihensternen der Spektralklasse B9,5 besteht. γ Andromedae C ist ein Hauptreihenstern der Spektralklasse A0. Die Komponenten B und C umlaufen einander in 63,7 Jahren. Die Bahn weist eine große Halbachse von 0",30 oder 33 Astronomische Einheiten (AE) auf, doch aufgrund ihrer Exzentrizität können die beiden Komponenten zwischen 13 AE und 52 AE voneinander entfernt sein.

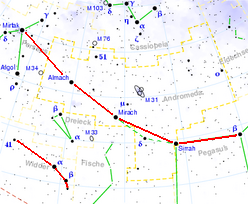
Die Fünfsternreihe mit Almaak (zweiter von links)

Alternative Schreibweisen für Alamak bzw. Almaak sind Almach, Almaach und Almak, abgeleitet vom arabischen عناق الأرض, DMG ʿināq al-arḍ ‚Umarmung des Bodens, Wüstenluchs‘. Der Stern ist Teil der hellen Fünfsternreihe (Perseus-Andromeda-Pegasus), die auf der Nordhalbkugel fast das ganze Jahr zu sehen ist.
Die IAU hat am 20. Juli 2016 den Eigennamen Almach als standardisierten Eigennamen nur für den Stern γ1 festgelegt. Die Sterne von γ2 haben demnach (noch) keine Eigennamen.